# Noakhali (Distrikt)
Der Distrikt Noakhali (Bengalisch: নোয়াখালী জেলা, Noẏākhālī jelā) ist ein Verwaltungsdistrikt im südöstlichen Bangladesch, der innerhalb der Division Chittagong liegt. Der Distrikt hat 3.108.083 Einwohner (Volkszählung 2011). Verwaltungssitz ist die gleichnamige Stadt Noakhali.

## Geografie
Der 3685,87 km² große Distrikt grenzt im Norden an die Nachbardistrikte Kumilla und Chandpur, im Osten an die Distrikte Chittagong und Feni, im Süden an die Flussmündung des Meghna und dem Golf von Bengalen sowie im Westen an die Distrikte Lakshmipur und Bhola.
Die beiden wichtigsten Flüsse sind der Bamni und der Meghna.

### Natur und Tierwelt
Die Vegetation entspricht der des gesamten Unterlaufs der Ganges mit zahlreichen immergrünen Bäumen. Hinzu kommen Obstbäume, Palmen und Bananenstauden.
Zur Tierwelt gehören Schakale, Füchse, der bengalische Mungo, Zibetkatzen, Eichhörnchen und Fledermäuse. Hinzu kommen zahlreiche Vogelarten, Fische, Reptilien, zahlreiche Schlangenarten und Amphibien.

### Klima
Das Klima ist subtropisch und die Temperaturen schwanken zwischen 14,4 und 34,3 °Celsius. Die durchschnittliche jährliche Regenmenge beträgt 3302 mm. Die durchschnittliche Luftfeuchtigkeit beträgt meist mehr als 70 %. In den Monaten von November bis März fällt wenig Regen. Juni, Juli und August sind die Monate mit dem meisten Regen.
Aufgrund seiner Lage wird das Gebiet immer wieder von Zyklonen, Überschwemmungen und Flutwellen heimgesucht.

## Geschichte
Bis ins 8. Jahrhundert gehörte die Region zum Königreich Pundra (Pundravardhana). Im Jahr 1279 griff das Sultanat von Delhi die Gegend an und im Jahr 1353 wurde das Gebiet vom Sultanat von Bengalen erobert. Die Mehrheit der Bevölkerung trat in der Zeit des Sultanats vom bisher dominierenden Buddhismus zum (sufistischen) Islam über. Dieses Sultanat und das nachfolgende Mogulreich kämpften jahrhundertelang mit dem Reich von Arakan um die Vorherrschaft. Trotz Unterstützung durch portugiesische Söldner gelang es den Arakanesen nie, die Gegend länger zu halten. Von 1666 bis 1760 war es fest in der Hand des Mogulreichs. Danach gehörte es bis 1947 zu Britisch-Indien. Der Distrikt entstand aus Teilen von Bakerganj, Chittagong und Comilla am 29. März 1822 und trug zuerst den Namen Bhulua. Seit 1868 trägt es den heutigen Namen Noakhali. Zwei Aufstände gegen die Briten scheiterten 1830 und 1920. Am Ende der britischen Herrschaft kam es zu heftigen Unruhen. Die Massaker an Hindus in den Monaten Oktober und November 1946 - die Noakhali Riots - kosteten mehrere Tausende Menschenleben. Zahlreiche Frauen der Hinduminderheit wurden vergewaltigt und Zehntausende Hindus zwangsislamisiert. Weitere zehntausende Hindus wurden vertrieben und landeten in Flüchtlingslagern. Die Briten griffen ein und die Massaker hörten auf. Da das Gebiet Pakistan zugesprochen wurde, wanderten viele Hindus nach Assam und Westbengalen aus. Von 1947 bis 1971 war der Distrikt Noakhali Teil von Ost-Pakistan in der Republik Pakistan. Beim Unabhängigkeitskrieg von Ost-Pakistan (heute Bangladesch) wurde das Gebiet am 7. Dezember 1971 von bengalischen Truppen befreit.

## Bevölkerung

### Bevölkerungsentwicklung
Wie überall in Bangladesch wächst die Einwohnerzahl im Distrikt seit Jahrzehnten stark an. Dies verdeutlicht die folgende Tabelle:

### Bedeutende Orte
Einwohnerstärkste Ortschaft innerhalb des Distrikts ist Begumganj. Mit nur wenig Rückstand folgt der Distriktshauptort Noakhali. Weitere Städte (Towns) sind Bashurhat, Chatkhil, Hatia, Kabirhat, Senbagh und Sonaimuri. Die städtische Bevölkerung macht nur insgesamt 15,59 Prozent der gesamten Bevölkerung aus.

## Verwaltung
Der Distrikt Noakhali ist derzeit in neun sogenannte Upazilas unterteilt: Begumganj, Chatkhil, Companiganj, Hatiya, Senbagh, Kabirhat, Noakhali Sadar, Sonaimuri und Suborno Char. Innerhalb dieser Verwaltungsunterteilung gibt es acht selbstverwaltende Städte (municipalities), 91 Union Parishads (Dorfräte) und 967 Dörfer.

## Wirtschaft
Insgesamt gibt es (2011) 2.261.843 Personen, die älter als 10 Jahre alt sind. Von diesen sind 767.021 Personen in der Schule, 42.918 Menschen auf Arbeitssuche und 800.030 Menschen arbeiten in einem Haushalt. 651.874 Personen sind erwerbstätig. Davon arbeiten 296.653 (=45,5 Prozent) Personen in Landwirtschaft und Fischerei, 54.736 in der Industrie und 300.485 Menschen im Bereich Dienstleistungen.
Landwirtschaftliche Haupterzeugnisse sind Kartoffeln, Reis, Zwiebeln, Hülsenfrüchte,  Weizen, Zuckerrohr, verschiedene Gemüse und Gewürze. Als am meisten verbreiteten Obstsorten gelten Papayas, Bananen, Pfirsiche, Jackfrucht, Mangos, Litchis, Kokosnüsse und Limonen.

## Gesundheit
Es gibt ein einziges Krankenhaus und in jedem Unterbezirk ein Gesundheitszentrum. Auf örtlicher Ebene gibt es zudem kleinere Gesundheitszentren und Familienplanungszentren.

## Verkehr
Im ganzen Distrikt gibt es mit der Bahnlinie Noakhali-Dhaka nur eine einzige Bahnlinie. Daher wickelt sich der regionale Verkehr meist mit Autorikschas und Kleinbussen und der überregionale Verkehr mit Bussen ab. Wegen der Lage am Meer und zahlreichen Flüssen ist im Süden des Distrikts zudem der Wassertransport wichtig.